# Grubbmyrtjärnen, Jämtland
Grubbmyrtjärnen är en sjö i Strömsunds kommun i Jämtland och ingår i Ångermanälvens huvudavrinningsområde.